# Мулик Петро
Петро Мулик (псевдо.: Шабля; нар. 1922, Тернопільська область — пом. 1 жовтня 1947, с. Братишів, нині Тлумацький район, Івано-Франківська область) — український військовий діяч, поручник Української повстанської армії, командир сотень «Зелені» та «Гуцули» ТВ-22 «Чорний ліс».

## Життєпис
Петро Мулик уродженець Тернопільщини.
Випускник старшинської школи «Олені» зі званням старший вістун. З липня 1944 року очолив другу чоту сотні «Стріла». 
Восени 1945 року призначений командиром сотні «Зелені» куреня «Бескид», а влітку 1946 року — сотні «Гуцули» цього ж куреня у ТВ-22 «Чорний ліс».
Загинув у селі Братишів, нині Тлумацький район, Івано-Франківська область.